# Deloitte
Deloitte Touche Tohmatsu Limited (també anomenada Deloitte) és una de les principals companyies de consultoria del món, amb un volum de facturació de 32.400 milions de dòlars el 2011, per sobre de PricewaterhouseCoopers. Deloitte és una de les anomenades Quatre Grans Auditores (Big Four auditors en anglès), al costat de PricewaterhouseCoopers, Ernst & Young, i KPMG. La corporació ofereix serveis de consultoria, impostos, assessoria jurídica, assessoria financera i auditoria. El 2011 Deloitte comptava amb aproximadament 182,000 professionals en més de 150 països del món.